# Join Together (álbum)
Join Together es el tercer álbum en directo del grupo británico The Who, publicado por la compañía discográfica Virgin Records en marzo de 1990. El álbum documenta la gira de reunión de The Who con motivo de su 25º aniversario. La mayoría de las canciones fueron grabadas en el Radio City Music Hall de Nueva York y en el Universal Amphitheater de Los Ángeles.
El álbum fue publicado en los Estados Unidos como triple disco de vinilo y alcanzó el puesto 180 en la lista Billboard 200. También fue publicado en casete, y posteriormente como doble disco compacto, por MCA Records. El set incluyó un libreto con los créditos y fotografías de la gira, y fue dedicado a Keith Moon. 

## Lista de canciones
Todas las canciones escritas y compuestas por Pete Townshend excepto donde se anota. 
| Disco uno |                                      |                         |          |  |
| N.º       | Título                               | Escritor(es)            | Duración |  |
| 1.        | «Overture/It's a Boy»                |                         | 5:26     |  |
| 2.        | «1921»                               |                         | 2:52     |  |
| 3.        | «Amazing Journey»                    |                         | 3:07     |  |
| 4.        | «Sparks»                             |                         | 4:36     |  |
| 5.        | «Eyesight to the Blind (The Hawker)» | Sonny Boy Williamson II | 2:18     |  |
| 6.        | «Christmas»                          | John Entwistle          | 4:25     |  |
| 7.        | «Cousin Kevin»                       |                         | 3:56     |  |
| 8.        | «The Acid Queen»                     |                         | 3:44     |  |
| 9.        | «Pinball Wizard»                     |                         | 4:21     |  |
| 10.       | «Do You Think It's Alright?»         |                         | 0:23     |  |
| 11.       | «Fiddle About»                       | John Entwistle          | 1:39     |  |
| 12.       | «There's a Doctor»                   |                         | 0:21     |  |
| 13.       | «Go to the Mirror!»                  |                         | 3:22     |  |
| 14.       | «Smash the Mirror»                   |                         | 1:09     |  |
| 15.       | «Tommy, Can You Hear Me?»            |                         | 0:58     |  |
| 16.       | «I'm Free»                           |                         | 2:09     |  |
| 17.       | «Miracle Cure»                       |                         | 0:25     |  |
| 18.       | «Sally Simpson»                      |                         | 4:18     |  |
| 19.       | «Sensation»                          |                         | 2:22     |  |
| 20.       | «Tommy's Holiday Camp»               | Keith Moon              | 0:58     |  |
| 21.       | «We're Not Gonna Take It»            |                         | 8:44     |  |

| Disco dos |                          |                |          |  |
| N.º       | Título                   | Escritor(es)   | Duración |  |
| 1.        | «Eminence Front»         |                | 5:53     |  |
| 2.        | «Face the Face»          |                | 6:15     |  |
| 3.        | «Dig»                    |                | 3:46     |  |
| 4.        | «I Can See for Miles»    |                | 3:43     |  |
| 5.        | «A Little Is Enough»     |                | 5:06     |  |
| 6.        | «5.15»                   |                | 5:48     |  |
| 7.        | «Love, Reign o'er Me»    |                | 6:49     |  |
| 8.        | «Trick of the Light»     | John Entwistle | 4:49     |  |
| 9.        | «Rough Boys»             |                | 4:44     |  |
| 10.       | «Join Together»          |                | 5:15     |  |
| 11.       | «You Better You Bet»     |                | 5:40     |  |
| 12.       | «Behind Blue Eyes»       |                | 3:38     |  |
| 13.       | «Won't Get Fooled Again» |                | 9:30     |  |

## Personal
The Who
- Roger Daltrey: voz
- Pete Townshend: voz y guitarras
- John Entwistle: voz y bajo

Otros músicos
- Steve 'Boltz' Bolton: guitarra eléctrica
- John Bundrick: piano y teclados
- Simon Phillips: batería
- Jody Linscott: percusión
- Chyna: coros
- Billy Nicholls: coros
- Cleveland Watkiss: coros